# ハーデャチ
ハーデャチ（ウクライナ語: Га́дяч；意訳: 「蛇町」）は、ウクライナのポルターヴァ州ハーデャチ地区にある都市である。プセール川河岸に位置する。
1533年に集落として創建された。1634年に都市となり、自治権を賜った。1658年にコサック国家とポーランド・リトアニア共和国の間にハーデャチ条約が結ばれた。17世紀から18世紀末まで、コサック国家ハーデャチ連隊の連隊庁所在地であった。面積は約17.78km2（2005年時点）。人口は22,667人（2003年時点）。